# Sumitra

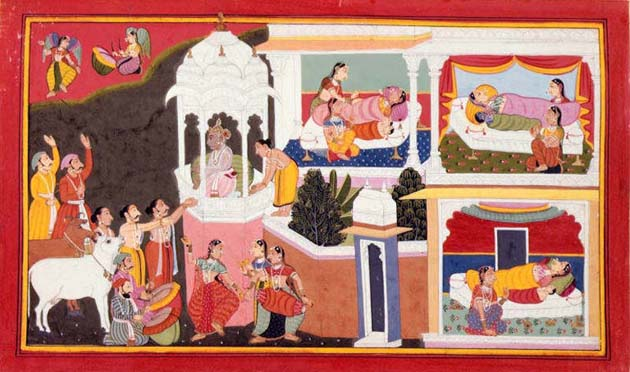
Imagem mostrando o nascimento dos quatro filhos divinos do rei Dasaratha. Dasaratha governou uma terra chamada Koshala no norte da Índia e sua capital era Ayodha

Sumitra (Sânscrito: सुमित्रा, sumitrā), no épico hindu Ramayana, era a segunda das três esposas do rei Dasaratha e uma rainha de Ayodhya. Ela era mãe dos gêmeos Lakshmana e Shatrughna.